# Theodore Roosevelt
Theodore (Teddy) Roosevelt jr. (New York, New York, 27 oktober 1858 – Oyster Bay, New York, 6 januari 1919) was een Amerikaans politicus van de Republikeinse Partij. Hij was  van 1901 tot 1909 de 26e president van de Verenigde Staten.
Roosevelt, een historicus en auteur van beroep, was van 1897 tot 1898 onderminister van de Marine in het kabinet van president William McKinley en van 1899 tot 1900 de 33e gouverneur van New York. Voor de presidentsverkiezingen van 1900 was hij de running mate van president William McKinley en werd gekozen als de 25e vicepresident van de Verenigde Staten. Op 14 september 1901 overleed McKinley na een moordaanslag en Roosevelt volgde hem op. Tijdens de presidentsverkiezingen van 1904 werd hij de eerste voormalig vicepresident die gekozen werd voor een eigen termijn na de dood van zijn voorganger. In 1906 ontving Roosevelt als eerste Amerikaan de Nobelprijs voor de Vrede.
Na zijn presidentschap ging Roosevelt op safari's door Afrika en Zuid-Amerika. Roosevelt deed tevergeefs een poging tijdens de presidentsverkiezingen van 1912 voor een nieuwe termijn als kandidaat voor de Progressieve Partij.

## Voor zijn presidentschap

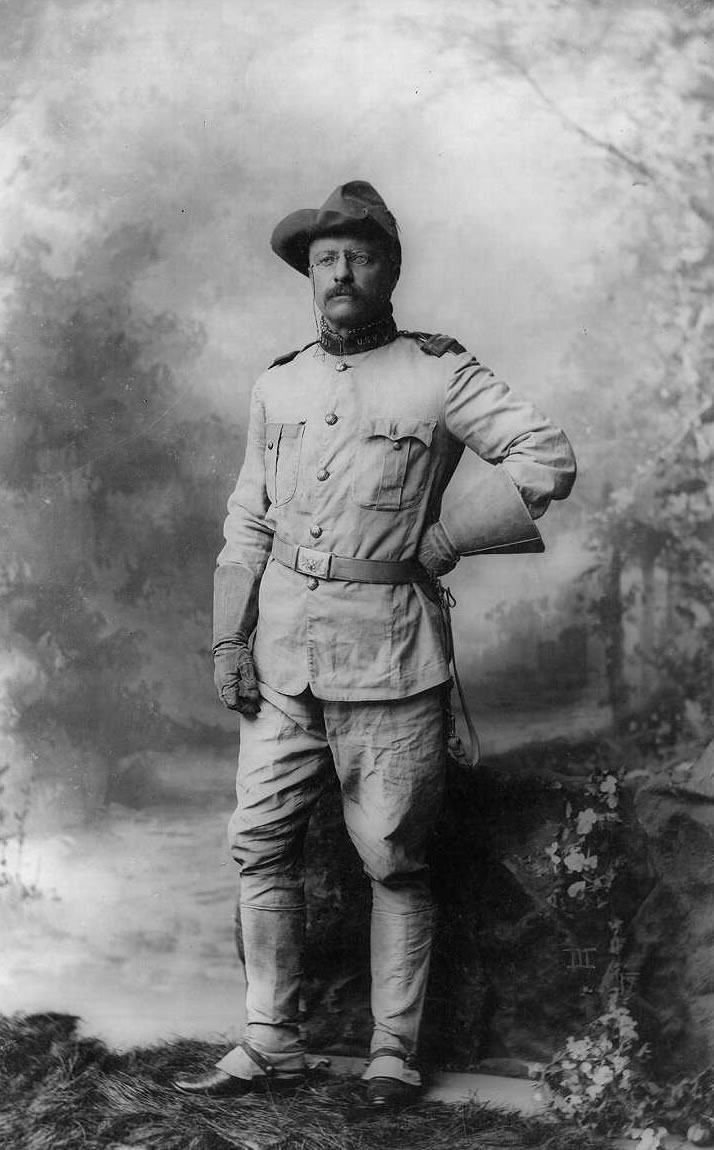
Roosevelt in 1898

Theodore Roosevelt werd geboren in Manhattan als tweede kind van zakenman Theodore Roosevelt Sr. en socialite Martha Stewart Bulloch.  Hij leed in zijn jeugd aan astma en andere kwalen. Door zijn temperament voelde hij niets voor een leven van nietsdoen. In 1880 voltooide hij zijn studie aan de Harvard-universiteit. Kort daarna werd hij als Republikein in het Huis van Afgevaardigden van de staat New York gekozen. Een verergering van zijn astma en het overlijden van zijn eerste vrouw deden Roosevelt besluiten naar het westen te gaan. Daar werkte hij twee jaar als veeboer. Nadat Roosevelt naar het oosten was teruggekeerd, bekleedde hij verschillende functies. Hij was onder andere van 1895 tot 1897 commissaris van politie van New York. Daarna kwam hij in de federale regering als onderminister van de Marine. In dat ambt voerde hij de imperialistische agenda uit van admiraal Mahan, die wilde dat de VS de zeeën rond het continent zouden beheersen.
In 1898 brak de Spaans-Amerikaanse Oorlog uit. Roosevelt benoemde Mahan in de driehoofdige Marine War Commission en kwam zelf achter zijn bureau vandaan om zich in de strijd te werpen. Hij werd commandant van een eenheid vrijwillige cavalerie en vocht op Cuba. In de nationalistische New Yorkse kranten werd zijn eenheid "Roosevelts Rough Riders" genoemd, een verwijzing naar de rondreizende rodeo-act van Buffalo Bill.
Toen mengde Roosevelt zich weer in de politieke strijd. Hij werd verkozen tot gouverneur van de staat New York en begon een actie tegen de corruptie in de politiek. De Republikeinse leiders zorgden dat Roosevelt onder William McKinley als kandidaat voor het vicepresidentschap aan de presidentsverkiezingen meedeed. Ze hoopten dat Roosevelt als vicepresident in het vergeetboek zou raken, zodat ze geen last meer van hem zouden hebben. Het pakte anders uit: in 1901 werd McKinley zes maanden na zijn eedaflegging voor zijn tweede ambtstermijn als president doodgeschoten door een anarchist. Met een leeftijd van 42 jaar werd Roosevelt de jongste president ooit.

## Presidentschap
Tijdens de twee regeringen Roosevelt werden onder andere de volgende zaken tot stand gebracht:
- Binnenland:
  - Versterking van de overheidscontrole op grote bedrijven, door juridische aanvallen op zakelijke monopolies. Hij stichtte een ministerie voor Handel en Arbeid dat de bevoegdheid kreeg onderzoeken in te stellen naar overtredingen van de bestaande antitrustwetten.
  - Pure Food and Drug Act (wet op de zuiverheid van voedings- en geneesmiddelen). Het was de eerste regeringsmaatregel ter bescherming van de consument.
  - Nationale parken.

In 1901 werd de Afro-Amerikaanse voorman Booker T. Washington in het Witte Huis uitgenodigd voor een diner door Roosevelt. Dit diner lokte verontwaardiging uit in de zuidelijke staten.
- Buitenland:
  - Zijn motto voor buitenlandse zaken was speak softly but carry a big stick ("spreek zacht, maar draag een dikke stok bij je"). Hij legde, ondanks de weigering van Colombia, de basis voor de bouw van het Panamakanaal. Panama was in die tijd een Colombiaanse provincie. Roosevelt steunde een Panamese opstand en kon in 1904 de Kanaalzone van het nieuwe Panamese bewind aankopen voor het bedrag van 10 miljoen dollar.
  - Voor zijn bemiddeling tussen Rusland en Japan en het tot stand komen van het Verdrag van Portsmouth dat de Russisch-Japanse Oorlog beëindigde, ontving hij in 1906 de Nobelprijs voor de Vrede.[1] Roosevelt was de eerste politicus die deze prijs kreeg. De prijs was controversieel, linkse partijen in Noorwegen wezen op zijn militaire rol tijdens de Spaans-Amerikaanse Oorlog die van de Filipijnen een Amerikaanse kolonie maakte.[1]
  - Tussen  december 1907 en februari 1909 maakte een vloot van 16 Amerikaanse slagschepen, de Great White Fleet, een wereldreis in opdracht van Roosevelt. Hij wilde de wereld de macht van zijn marine tonen, mede met het doel overzeese gebieden te beschermen en verdragen af te dwingen.
  - Het jaar daarop stuurde Roosevelt een Amerikaanse vertegenwoordiger naar de conferentie over de crisis die tussen Frankrijk en Duitsland over Marokko was uitgebroken. Amerika leverde een belangrijke bijdrage aan de opstelling van de overeenkomst, die het resultaat was van de conferentie.
  - Hij had tijdens zijn presidentschap oog voor de problemen van Joden in Noord-Afrika. Toen 49 Joden omkwamen bij een pogrom in Kisjinev in Rusland schreef hij in 1903 een brief aan de tsaar waarin hij hem een ernstig verwijt daarover maakte.[2]

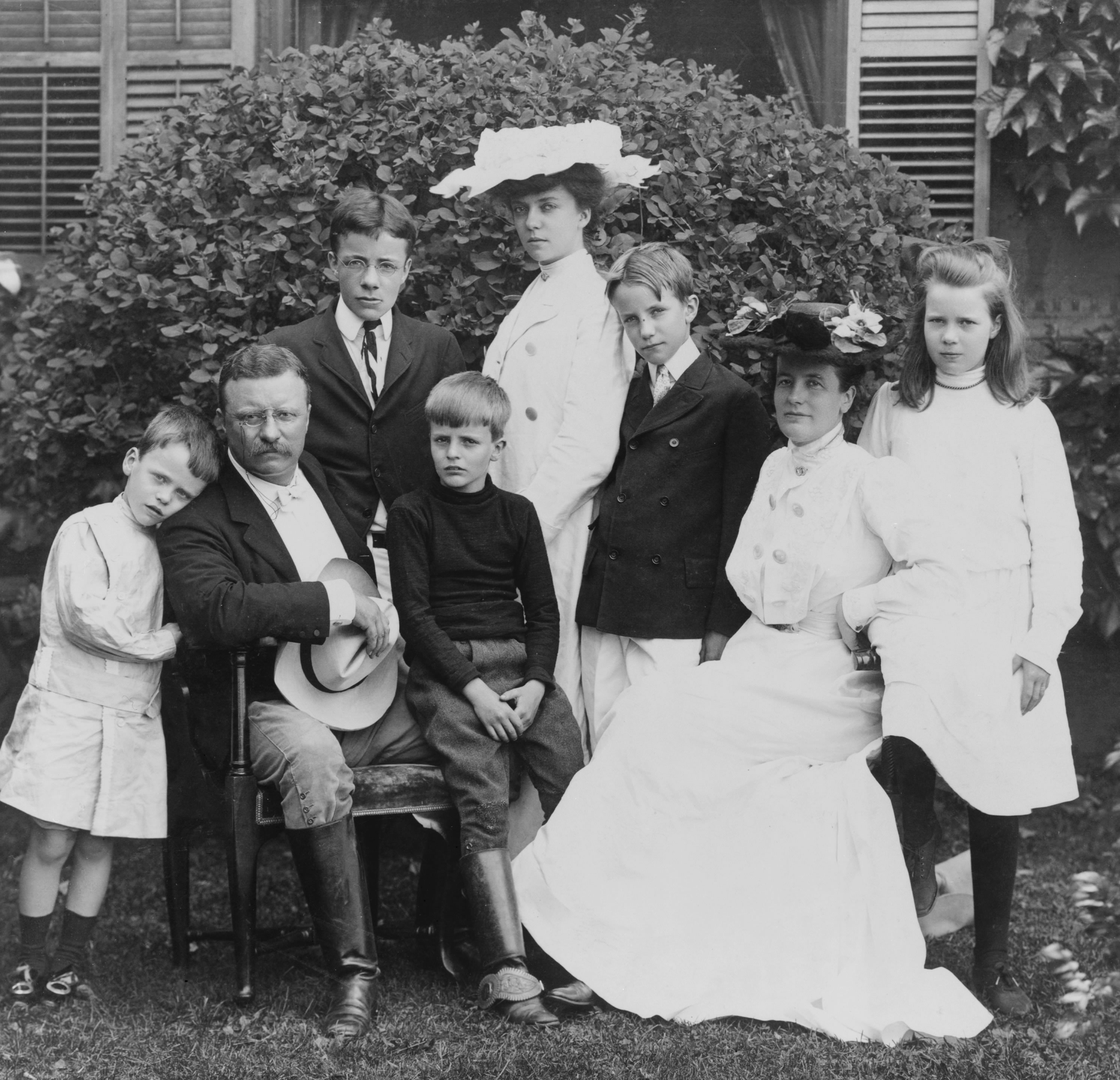
Familieportret in 1903

## Latere leven
Roosevelt werd als president opgevolgd door William Howard Taft. Toen hij het Witte Huis verliet was hij, 50 jaar oud, de jongste ex-president ooit. Korte tijd later ging hij op safari door Afrika, een grote wens van Roosevelt.
In 1912 wilde Roosevelt opnieuw een gooi naar het presidentschap doen, maar de Republikeinse Partij nomineerde zittend president William Howard Taft die in 1908 door Roosevelt zelf was voorgedragen als president. Hierna richtte hij zijn eigen partij op: de Progressieve Partij ook wel de Bull Moose Party genoemd. Hij werd genomineerd met Hiram Johnson als vicepresidentskandidaat. Tijdens de campagne voor de presidentsverkiezingen werd hij, bij het verlaten van zijn hotel op weg naar het Milwaukee Auditorium waar hij een rede zou houden, geraakt door een kogel afgevuurd door John Flammang Schrank. De kogel was dwars door zijn dubbelgevouwen vijftig pagina’s dikke redevoering en zijn stalen brillenkoker heen gegaan en was blijven steken in zijn borst. Omdat hij geen bloed ophoestte, concludeerde Roosevelt terecht dat zijn longen niet geraakt waren en liet zich pas onderzoeken in het ziekenhuis, na het houden van zijn anderhalf uur durende toespraak. Onderzoek wees uit dat de kogel 76 mm diep zat, maar niets vitaals had geraakt. De kogel werd niet verwijderd, omdat opereren gevaarlijker leek. De lange rede had mede zijn leven gered. Roosevelt verloor de verkiezing van de Democraat Woodrow Wilson, maar werd wel tweede in de race, vóór zittend president William Howard Taft. Het was de eerste keer dat een zittend president als derde in de verkiezingsstrijd eindigde.
In 1913 ging hij opnieuw op safari, ditmaal door Zuid-Amerika. Tijdens de reis werd Roosevelt ernstig ziek en bezweek bijna aan malaria. Roosevelt herstelde, maar was wel ernstig verzwakt; hij stelde zelf dat de reis de helft van zijn leven had gekost.
In 1918 (een jaar na de Britse Balfourverklaring ) schreef hij dat het volgens hem volkomen juist leek om een zionistische staat rond Jeruzalem te stichten. In een andere brief stelde hij dat er geen vrede kan komen als de Armeniërs en de Arabieren geen onafhankelijkheid krijgen en de Joden geen controle krijgen over Palestina.
Hij overleed, 60 jaar oud, op 6 januari 1919 aan een embolie.

## Familie
Generaal Theodore Roosevelt jr., commandant op Utah Beach in Normandië, D-Day 6 juni 1944, was zijn zoon. Zijn oudste dochter Alice, het enige kind uit zijn eerste huwelijk, groeide uit tot een bekende socialite. Eleanor Roosevelt, de vrouw van de latere Amerikaanse president Franklin D. Roosevelt, was een nicht van Theodore Roosevelt. Franklin Roosevelt zelf was ook een verre neef van hem.

## Trivia
- Het geboortehuis van Theodore Roosevelt op het adres 28 East 20th Street, tussen Broadway en Park Avenue South, is gereconstrueerd en tegen betaling te bezichtigen. Hier hangt onder andere zijn 'Rough Rider'-hoed, door Roosevelt gedragen in de Amerikaans-Spaanse oorlog.
- De teddybeer is naar Roosevelt genoemd, omdat zijn bijnaam 'Teddy' was en omdat hij op een jachtpartij ooit weigerde een berenjong te doden. Hij had overigens zelf een hekel aan zijn bijnaam en zijn familieleden noemden hem dan ook nooit zo.
- In de films van de Night at the Museum-serie wordt de rol van (het wassen beeld van) Theodore Roosevelt vertolkt door Robin Williams.
- Samen met George Washington, Thomas Jefferson, en Abraham Lincoln is hij vereeuwigd op Mount Rushmore.
- Het ontwerp van schurk Dr. Eggman uit de Sonic-franchise is gebaseerd op Roosevelt.

## Kabinetsleden onder Roosevelt
| Kabinetsleden          | Ministerie                 | Periode   | Bijzonderheden                                      |
| ---------------------- | -------------------------- | --------- | --------------------------------------------------- |
| John Hay               | Buitenlandse Zaken         | 1901-1905 | Idem onder McKinley                                 |
| Ethan Hitchcock        | Binnenlandse Zaken         | 1901-1907 | Idem onder McKinley                                 |
| Elihu Root             | Oorlog                     | 1901-1904 | Idem onder McKinley                                 |
|                        | Buitenlandse Zaken         | 1905-1909 |                                                     |
| Lyman Gage             | Financiën                  | 1901-1902 | Idem onder McKinley                                 |
| Philander Knox         | Justitie                   | 1901-1904 | Idem onder McKinley + Buitenlandse Zaken onder Taft |
| James Wilson           | Landbouw                   | 1901-1909 | Idem onder McKinley + Taft                          |
| James Long             | Marine                     | 1901-1902 | Idem onder McKinley                                 |
| Charles Emory Smith    | Posterijen                 | 1901-1902 | Idem onder McKinley                                 |
| Leslie Shaw            | Financiën                  | 1902-1907 |                                                     |
| William Moody          | Marine                     | 1902-1904 |                                                     |
|                        | Justitie                   | 1904-1906 |                                                     |
| Henry Payne            | Posterijen                 | 1902-1904 |                                                     |
| George Cortelyou       | Economische Zaken & Arbeid | 1903-1904 |                                                     |
|                        | Posterijen                 | 1905-1907 |                                                     |
|                        | Financiën                  | 1907-1909 |                                                     |
| William Howard Taft    | Oorlog                     | 1904-1908 | 27e president van de VS                             |
| Victor Metcalf         | Economische Zaken & Arbeid | 1904-1906 |                                                     |
|                        | Marine                     | 1906-1908 |                                                     |
| Paul Morton            | Marine                     | 1904-1905 |                                                     |
| Robert Wynne           | Posterijen                 | 1904-1905 |                                                     |
| Charles Bonaparte      | Marine                     | 1905-1906 |                                                     |
|                        | Justitie                   | 1906-1909 |                                                     |
| Oscar Solomon Straus   | Economische Zaken & Arbeid | 1906-1909 |                                                     |
| James Rudolph Garfield | Binnenlandse Zaken         | 1907-1909 |                                                     |
| George von Meyer       | Posterijen                 | 1907-1909 | Minister van Marine onder Taft                      |
| Luke Wright            | Oorlog                     | 1908-1909 |                                                     |
| Truman Newberry        | Marine                     | 1908-1909 |                                                     |
| Robert Bacon           | Buitenlandse Zaken         | 1909      |                                                     |